# مارتین هس (بازیکن فوتبال)
مارتین هس (انگلیسی: Martin Hess؛ زادهٔ ۶ فوریهٔ ۱۹۸۷) بازیکن فوتبال اهل آلمان است.
از باشگاه‌هایی که در آن بازی کرده‌است می‌توان به باشگاه فوتبال آینتراخت فرانکفورت و باشگاه فوتبال اشتوتگارت اشاره کرد.